# 海星计划
海星计划（Project Kaisei，kaisei来自日语海星，意思是海洋星球）是一项研究和清理太平洋垃圾帶的科学和商业航海计划，太平洋垃圾帶是北太平洋环流带来的漂浮废弃物形成的大片区域。美国国家海洋和大气管理局估计，太平洋垃圾帶漂浮废弃物的密度比全球平均密度高20倍 。这一项目目的是研究这些漂浮垃圾的范围和性质，以收集、解毒和回收这些漂浮垃圾。这一项目由海洋航行研究所（Ocean Voyages Institute），这个研究所位于加利福尼亚，是根据501(c)条款成立非盈利性组织，宗旨是海洋保护。海星计划运作地址为旧金山和香港。

## 历史
海星计划开始于2008年末，由来自旧金山湾的三个人发起，这三个人都有多年的海洋管理和活动的经验，玛丽·克罗利常年做海员，乔治·奥波利安是冲浪者和冲浪板设计专家，道格·伍德林是户外游泳和划桨运动员。三人以各自的人脉和特长共同工作。这个三人团体在太平洋两岸（旧金山和香港）各设置一个工作站，帮助各方讨论如何堵截进入太平洋的塑料和海洋废弃物垃圾流。

## 目标
海星计划在2009年3月19日启动，推进北太平洋环流塑料漂浮物初期科学研究及其回收循环技术的可行性研究。海星计划的目标是实现科学、技术和解决方案的全球合作，帮助清除部分垃圾漂浮物。新的漂浮物捕获方法正在研究中，这些方法需要低能量输入，对海洋生命低伤害。补救海洋和回收垃圾的技术正在进行评估，有可能使垃圾产生二次产物，这些产物反过来帮助缩小清理工作量。海星计划已经完成两次考察，分别在2009年夏和2010年。新数据已经收集完成，还需要更多研究和计划，以搞清楚大规模清理工作的工作量和成本。进一步的研究计划正在进行中，测试新的捕获技术和设备的航行即将进行，同时示范可能会采用的海洋补救和垃圾回收技术。

## 初航
2009年8月，海星计划开始进行初期研究和可行性航行，共有2艘船参与，一艘是53米的柴油动力的科考船新视野号（New Horizon），为斯克里普斯海洋研究所所有，另一艘船为海星计划的旗舰，46米的高桅帆船海星号 新视野号以斯克里普斯塑料聚集环境考察航行（Scripps Environmental Accumulation of Plastic Expedition，SEAPLEX）的名义于2009年8月2日自圣迭戈起航，预计8月21日航行结束。两天后，8月4日，海洋航行研究所拥有的海星号自旧金山起航，开始了预计30天的航行。海星号的工作是调查漂浮垃圾场的大小和垃圾浓度，探索回收方法，而新视野号将与海星号一起工作，研究垃圾场对海洋生物的影响。

### 密集抽样
8月9日，新视野号达到距离加利福尼亚海岸1000英里外的太平洋垃圾带，立即开始密集抽样。船员每几个小时取次样，用不同网眼大小的网在不同的深度处采集样品。2009年8月21日，新视野号返航。2009年8月27日，SEAPLEX首次报告他们的发现，宣布太平洋垃圾带方圆至少2700公里，沿着垃圾带1700条追踪路径上所取的100个连续的水面样品无一例外都发现有塑料垃圾。SEAPLEX航行计划的一位重要的科学家米里亚姆·戈德斯坦称发现“令人震惊”。戈德斯坦说，太平洋垃圾带“没有岛屿，不是第八大洲，看起来不像垃圾场，看起来像漂亮的海洋。但是当你撒网入水，捞起片片碎物。”

### 返航
8月31日，海星号返回旧金山。海洋航行研究所的创始人和海星计划共同发起者玛丽·克罗利称，污染“不出所料，甚至更糟”。9月1日，科考课题负责人安德烈·尼尔(Andrea Neal)称“海洋垃圾漂浮物是新的人造瘟疫，情况非常严重”。海星号和新视野号航程共有5600余公里。
这次航行的初步研究发现，太平洋垃圾带的绝大多数漂浮垃圾都是小东西，很小一部分垃圾无处不在，自水面到深海都有分布。研究还发现，“小的彩色塑料碎片多的难以想象”，越靠近垃圾带中心，垃圾密度越大。发现表明，与海洋生物大小相仿的的垃圾可能会给清理工作带来很大困难。
大型的垃圾漂浮物主要是塑料瓶，还包括鞋底、塑料桶、泡沫塑料片、旧玩具、渔船浮标，大量垃圾漂浮物与渔网缠在一起。这些有各种海洋生物生活在大型垃圾漂浮物内部和周围。收集来的部分垃圾在索萨利托市展览。

### 目标
首航的初步可行性研究目标是沿穿过垃圾带的两条路线收集40吨垃圾漂浮物，用的工具是不会将鱼网到的特制网。海星计划下一步将测试将回收的垃圾循环利用的方法，如将垃圾再生成新塑料或柴油、衣料等商品。如果首航证实垃圾回收和处理技术可行，海星计划将与其他船只发展大规模商业清理航行，18个月内就可施行。

## 募资和赞誉
海洋航行研究所为海星计划的首航募集了50万美元。SEAPLEX航行花费了38.7万美元，其中加州大学船舶基金会资助19万美元，海星计划资助14万美元，国家科学基金会资助5.7万美元。海星计划还与加利福尼亚州有毒物质控制局有合作关系。
海星计划在2009年被联合国环境署评为气候英雄，海星计划因其航行追踪播客被Google评为Google Earth 英雄，2010年9月，海星计划成为克林顿全球倡议的一部分。